# Джибути (роман)
Джибути (англ. Djibouti) — роман 2010 года американского писателя Элмора Леонарда.

## Сюжет
В романе Дара Барр — «оскароносный режиссёр документальных фильмов» и её «6 футов 6 дюймов, 72 года, афроамериканец, суперкрутой» доверенное лицо и помощник Ксавье ЛеБо прибывают в Джибути, чтобы задокументировать пиратство в регионе Африканского Рога.

## Критика
Джайлс Фоден в своей статье в The Guardian описал тему книги как «хорошо исследованную и не столь невероятную, как может показаться». 
Барри Форшоу в своей статье в The Independent отметил, что вымышленная молодая режиссёр и её пожилой наставник могут напоминать постановку фильма Кэтрин Бигелоу 2008 года «Повелитель бури». 